# 21e étape du Tour de France 2024
Pour un article plus général, voir Tour de France 2024.
La 21e étape du Tour de France 2024 se déroule le dimanche 21 juillet 2024 entre Monaco et Nice (Alpes-Maritimes), sur une distance de 33,7 kilomètres.

## Parcours
À l'exception des deux premières éditions en 1903 et 1904, le Tour se termine exceptionnellement à Nice du fait que Paris est mobilisée pour les Jeux olympiques.
Après un départ de Monaco, le parcours de 34 km est constitué de deux ascensions, La Turbie (8,1 km à 5,6 %) et le col d'Èze (1,6 km à 8,1 %), avant un passage par Villefranche-sur-Mer et une arrivée à Nice sur la place Masséna.
C'est la première fois depuis l'édition 1989 (et le mémorable duel LeMond-Fignon) que la dernière étape du Tour se joue sur un contre-la-montre individuel.

## Déroulement de la course
Les commentateurs déclarent avant l'étape que, basé sur les écarts de temps, le classement général ne devrait pas être bouleversé sauf accident, l'enjeu principal étant la victoire au contre-la-montre,.
Les trois classements intermédiaires de ce contre-la-montre sont identiques au classement final de l'étape. Les trois premiers du classement général (Pogačar, Vingegaard, Evenepoel) se classent dans le même ordre pour cette ultime étape.

## Résultats
Cette section présente les résultats et prix obtenus au cours de l'étape.

### Classement de l'étape
| Classement de la 21e étape | Classement de la 21e étape | Classement de la 21e étape | Classement de la 21e étape | Classement de la 21e étape |
|                            | Coureur                    | Pays                       | Équipe                     | Temps                      |
| -------------------------- | -------------------------- | -------------------------- | -------------------------- | -------------------------- |
| 1er                        | Tadej Pogačar              | Slovénie                   | UAE Team Emirates          | en 45 min 24 s             |
| 2e                         | Jonas Vingegaard           | Danemark                   | Team Visma-Lease a Bike    | + 1 min 3 s                |
| 3e                         | Remco Evenepoel            | Belgique                   | Soudal Quick-Step          | + 1 min 14 s               |
| 4e                         | Matteo Jorgenson           | États-Unis                 | Team Visma-Lease a Bike    | + 2 min 8 s                |
| 5e                         | João Almeida               | Portugal                   | UAE Team Emirates          | + 2 min 18 s               |
| 6e                         | Derek Gee                  | Canada                     | Israel-Premier Tech        | + 2 min 31 s               |
| 7e                         | Mikel Landa                | Espagne                    | Soudal Quick-Step          | + 2 min 41 s               |
| 8e                         | Harold Tejada              | Colombie                   | Astana Qazaqstan Team      | + 2 min 50 s               |
| 9e                         | Santiago Buitrago          | Colombie                   | Bahrain Victorious         | + 2 min 53 s               |
| 10e                        | Adam Yates                 | Royaume-Uni                | UAE Team Emirates          | + 2 min 56 s               |
| modifier                   |                            |                            |                            |                            |

### Classement aux points intermédiaires
| Classement intermédiaire no 1 La Turbie (km 11,2) | Classement intermédiaire no 1 La Turbie (km 11,2) | Classement intermédiaire no 1 La Turbie (km 11,2) | Classement intermédiaire no 1 La Turbie (km 11,2) | Classement intermédiaire no 1 La Turbie (km 11,2) |
|                                                   | Coureur                                           | Pays                                              | Équipe                                            | Temps                                             |
| ------------------------------------------------- | ------------------------------------------------- | ------------------------------------------------- | ------------------------------------------------- | ------------------------------------------------- |
| 1er                                               | Tadej Pogačar                                     | Slovénie                                          | UAE Team Emirates                                 | en 20 min 10 s                                    |
| 2e                                                | Jonas Vingegaard                                  | Danemark                                          | Team Visma-Lease a Bike                           | + 7 s                                             |
| 3e                                                | Remco Evenepoel                                   | Belgique                                          | Soudal Quick-Step                                 | + 26 s                                            |
| 4e                                                | Derek Gee                                         | Canada                                            | Israel-Premier Tech                               | + 1 min 2 s                                       |
| 5e                                                | Lenny Martinez                                    | France                                            | Groupama-FDJ                                      | + 1 min 10 s                                      |
| 6e                                                | Matteo Jorgenson                                  | États-Unis                                        | Team Visma-Lease a Bike                           | + 1 min 16 s                                      |
| 7e                                                | Mikel Landa                                       | Espagne                                           | Soudal Quick-Step                                 | + 1 min 24 s                                      |
| 8e                                                | Adam Yates                                        | Royaume-Uni                                       | UAE Team Emirates                                 | + 1 min 29 s                                      |
| 9e                                                | Simon Yates                                       | Royaume-Uni                                       | Team Jayco AlUla                                  | + 1 min 33 s                                      |
| 10e                                               | Harold Tejada                                     | Colombie                                          | Astana Qazaqstan Team                             | + 1 min 33 s                                      |
| modifier                                          |                                                   |                                                   |                                                   |                                                   |

| Classement intermédiaire no 2 Col d'Èze (km 17,1) | Classement intermédiaire no 2 Col d'Èze (km 17,1) | Classement intermédiaire no 2 Col d'Èze (km 17,1) | Classement intermédiaire no 2 Col d'Èze (km 17,1) | Classement intermédiaire no 2 Col d'Èze (km 17,1) |
|                                                   | Coureur                                           | Pays                                              | Équipe                                            | Temps                                             |
| ------------------------------------------------- | ------------------------------------------------- | ------------------------------------------------- | ------------------------------------------------- | ------------------------------------------------- |
| 1er                                               | Tadej Pogačar                                     | Slovénie                                          | UAE Team Emirates                                 | en 28 min 39 s                                    |
| 2e                                                | Jonas Vingegaard                                  | Danemark                                          | Team Visma-Lease a Bike                           | + 24 s                                            |
| 3e                                                | Remco Evenepoel                                   | Belgique                                          | Soudal Quick-Step                                 | + 51 s                                            |
| 4e                                                | Derek Gee                                         | Canada                                            | Israel-Premier Tech                               | + 1 min 38 s                                      |
| 5e                                                | Lenny Martinez                                    | France                                            | Groupama-FDJ                                      | + 1 min 44 s                                      |
| 6e                                                | Matteo Jorgenson                                  | États-Unis                                        | Team Visma-Lease a Bike                           | + 1 min 49 s                                      |
| 7e                                                | Mikel Landa                                       | Espagne                                           | Soudal Quick-Step                                 | + 1 min 56 s                                      |
| 8e                                                | João Almeida                                      | Portugal                                          | UAE Team Emirates                                 | + 2 min 3 s                                       |
| 9e                                                | Adam Yates                                        | Royaume-Uni                                       | UAE Team Emirates                                 | + 2 min 11 s                                      |
| 10e                                               | Simon Yates                                       | Royaume-Uni                                       | Team Jayco AlUla                                  | + 2 min 12 s                                      |
| modifier                                          |                                                   |                                                   |                                                   |                                                   |

| \| Classement intermédiaire no 3 Nice - Place Île de Beauté (km 28,6) \| Classement intermédiaire no 3 Nice - Place Île de Beauté (km 28,6) \| Classement intermédiaire no 3 Nice - Place Île de Beauté (km 28,6) \| Classement intermédiaire no 3 Nice - Place Île de Beauté (km 28,6) \| Classement intermédiaire no 3 Nice - Place Île de Beauté (km 28,6) \| \| \| Coureur \| Pays \| Équipe \| Temps \| \| ------------------------------------------------------------------ \| ------------------------------------------------------------------ \| ------------------------------------------------------------------ \| ------------------------------------------------------------------ \| ------------------------------------------------------------------ \| \| 1er \| Tadej Pogačar \| Slovénie \| UAE Team Emirates \| en 39 min 28 s \| \| 2e \| Jonas Vingegaard \| Danemark \| Team Visma-Lease a Bike \| + 1 min 4 s \| \| 3e \| Remco Evenepoel \| Belgique \| Soudal Quick-Step \| + 1 min 28 s \| \| 4e \| Matteo Jorgenson \| États-Unis \| Team Visma-Lease a Bike \| + 2 min 8 s \| \| 5e \| João Almeida \| Portugal \| UAE Team Emirates \| + 2 min 25 s \| \| 6e \| Derek Gee \| Canada \| Israel-Premier Tech \| + 2 min 30 s \| \| 7e \| Mikel Landa \| Espagne \| Soudal Quick-Step \| + 2 min 35 s \| \| 8e \| Lenny Martinez \| France \| Groupama-FDJ \| + 2 min 43 s \| \| 9e \| Harold Tejada \| Colombie \| Astana Qazaqstan Team \| + 2 min 47 s \| \| 10e \| Adam Yates \| Royaume-Uni \| UAE Team Emirates \| + 2 min 51 s \| \| modifier \| \| \| \| \| |                  |             |                         |                |
| Classement intermédiaire no 3 Nice - Place Île de Beauté (km 28,6) |                  |             |                         |                |
| | Coureur          | Pays        | Équipe                  | Temps          |
| 1er | Tadej Pogačar    | Slovénie    | UAE Team Emirates       | en 39 min 28 s |
| 2e | Jonas Vingegaard | Danemark    | Team Visma-Lease a Bike | + 1 min 4 s    |
| 3e | Remco Evenepoel  | Belgique    | Soudal Quick-Step       | + 1 min 28 s   |
| 4e | Matteo Jorgenson | États-Unis  | Team Visma-Lease a Bike | + 2 min 8 s    |
| 5e | João Almeida     | Portugal    | UAE Team Emirates       | + 2 min 25 s   |
| 6e | Derek Gee        | Canada      | Israel-Premier Tech     | + 2 min 30 s   |
| 7e | Mikel Landa      | Espagne     | Soudal Quick-Step       | + 2 min 35 s   |
| 8e | Lenny Martinez   | France      | Groupama-FDJ            | + 2 min 43 s   |
| 9e | Harold Tejada    | Colombie    | Astana Qazaqstan Team   | + 2 min 47 s   |
| 10e | Adam Yates       | Royaume-Uni | UAE Team Emirates       | + 2 min 51 s   |
| modifier |                  |             |                         |                |

### Points attribués
| \| Arrivée d'étape Nice (km 33,7) \| Arrivée d'étape Nice (km 33,7) \| Arrivée d'étape Nice (km 33,7) \| Arrivée d'étape Nice (km 33,7) \| Arrivée d'étape Nice (km 33,7) \| \| ------------------------------ \| ------------------------------ \| ------------------------------ \| ------------------------------ \| ------------------------------ \| \| \| Coureur \| Pays \| Équipe \| Point(s) \| \| 1er \| Tadej Pogačar \| Slovénie \| UAE Team Emirates \| 20 \| \| 2e \| Jonas Vingegaard \| Danemark \| Team Visma-Lease a Bike \| 17 \| \| 3e \| Remco Evenepoel \| Belgique \| Soudal Quick-Step \| 15 \| \| 4e \| Matteo Jorgenson \| États-Unis \| Team Visma-Lease a Bike \| 13 \| \| 5e \| João Almeida \| Portugal \| UAE Team Emirates \| 11 \| \| 6e \| Derek Gee \| Canada \| Israel-Premier Tech \| 10 \| \| 7e \| Mikel Landa \| Espagne \| Soudal Quick-Step \| 9 \| \| 8e \| Harold Tejada \| Colombie \| Astana Qazaqstan Team \| 8 \| \| 9e \| Santiago Buitrago \| Colombie \| Bahrain Victorious \| 7 \| \| 10e \| Adam Yates \| Royaume-Uni \| UAE Team Emirates \| 6 \| \| 11e \| Lenny Martinez \| France \| Groupama-FDJ \| 5 \| \| 12e \| Simon Yates \| Royaume-Uni \| Team Jayco AlUla \| 4 \| \| 13e \| Victor Campenaerts \| Belgique \| Lotto Dstny \| 3 \| \| 14e \| Quentin Pacher \| France \| Groupama-FDJ \| 2 \| \| 15e \| Romain Grégoire \| France \| Groupama-FDJ \| 1 \| \| modifier \| \| \| \| \| |                    |             |                         |          |
| Arrivée d'étape Nice (km 33,7) |                    |             |                         |          |
| | Coureur            | Pays        | Équipe                  | Point(s) |
| 1er | Tadej Pogačar      | Slovénie    | UAE Team Emirates       | 20       |
| 2e | Jonas Vingegaard   | Danemark    | Team Visma-Lease a Bike | 17       |
| 3e | Remco Evenepoel    | Belgique    | Soudal Quick-Step       | 15       |
| 4e | Matteo Jorgenson   | États-Unis  | Team Visma-Lease a Bike | 13       |
| 5e | João Almeida       | Portugal    | UAE Team Emirates       | 11       |
| 6e | Derek Gee          | Canada      | Israel-Premier Tech     | 10       |
| 7e | Mikel Landa        | Espagne     | Soudal Quick-Step       | 9        |
| 8e | Harold Tejada      | Colombie    | Astana Qazaqstan Team   | 8        |
| 9e | Santiago Buitrago  | Colombie    | Bahrain Victorious      | 7        |
| 10e | Adam Yates         | Royaume-Uni | UAE Team Emirates       | 6        |
| 11e | Lenny Martinez     | France      | Groupama-FDJ            | 5        |
| 12e | Simon Yates        | Royaume-Uni | Team Jayco AlUla        | 4        |
| 13e | Victor Campenaerts | Belgique    | Lotto Dstny             | 3        |
| 14e | Quentin Pacher     | France      | Groupama-FDJ            | 2        |
| 15e | Romain Grégoire    | France      | Groupama-FDJ            | 1        |
| modifier |                    |             |                         |          |

### Cols et côtes
| \| La Turbie (km 11,2) 2e catégorie (8,1 km à 5,6 %) \| La Turbie (km 11,2) 2e catégorie (8,1 km à 5,6 %) \| La Turbie (km 11,2) 2e catégorie (8,1 km à 5,6 %) \| La Turbie (km 11,2) 2e catégorie (8,1 km à 5,6 %) \| La Turbie (km 11,2) 2e catégorie (8,1 km à 5,6 %) \| \| ------------------------------------------------- \| ------------------------------------------------- \| ------------------------------------------------- \| ------------------------------------------------- \| ------------------------------------------------- \| \| \| Coureur \| Pays \| Équipe \| Point(s) \| \| 1er \| Tadej Pogačar \| Slovénie \| UAE Team Emirates \| 5 \| \| 2e \| Jonas Vingegaard \| Danemark \| Team Visma-Lease a Bike \| 3 \| \| 3e \| Remco Evenepoel \| Belgique \| Soudal Quick-Step \| 2 \| \| 4e \| Derek Gee \| Canada \| Israel-Premier Tech \| 1 \| \| modifier \| \| \| \| \| |                  |          |                         |          |
| La Turbie (km 11,2) 2e catégorie (8,1 km à 5,6 %) |                  |          |                         |          |
| | Coureur          | Pays     | Équipe                  | Point(s) |
| 1er | Tadej Pogačar    | Slovénie | UAE Team Emirates       | 5        |
| 2e | Jonas Vingegaard | Danemark | Team Visma-Lease a Bike | 3        |
| 3e | Remco Evenepoel  | Belgique | Soudal Quick-Step       | 2        |
| 4e | Derek Gee        | Canada   | Israel-Premier Tech     | 1        |
| modifier |                  |          |                         |          |

## Classements à l'issue de l'étape
Cette section présente le classement général et les différents classements annexes à l'issue de l'étape.

### Classement général
| Classement général | Classement général | Classement général | Classement général      | Classement général  |
|                    | Coureur            | Pays               | Équipe                  | Temps               |
| ------------------ | ------------------ | ------------------ | ----------------------- | ------------------- |
| 1er                | Tadej Pogačar      | Slovénie           | UAE Team Emirates       | en 83 h 38 min 56 s |
| 2e                 | Jonas Vingegaard   | Danemark           | Team Visma-Lease a Bike | + 6 min 17 s        |
| 3e                 | Remco Evenepoel    | Belgique           | Soudal Quick-Step       | + 9 min 18 s        |
| 4e                 | João Almeida       | Portugal           | UAE Team Emirates       | + 19 min 3 s        |
| 5e                 | Mikel Landa        | Espagne            | Soudal Quick-Step       | + 20 min 6 s        |
| 6e                 | Adam Yates         | Royaume-Uni        | UAE Team Emirates       | + 24 min 7 s        |
| 7e                 | Carlos Rodríguez   | Espagne            | Ineos Grenadiers        | + 25 min 4 s        |
| 8e                 | Matteo Jorgenson   | États-Unis         | Team Visma-Lease a Bike | + 26 min 34 s       |
| 9e                 | Derek Gee          | Canada             | Israel-Premier Tech     | + 27 min 21 s       |
| 10e                | Santiago Buitrago  | Colombie           | Bahrain Victorious      | + 29 min 3 s        |
| modifier           |                    |                    |                         |                     |

| Classement par points | Classement par points | Classement par points | Classement par points   | Classement par points |
| --------------------- | --------------------- | --------------------- | ----------------------- | --------------------- |
|                       | Coureur               | Pays                  | Équipe                  | Point(s)              |
| 1er                   | Biniam Girmay         | Érythrée              | Intermarché-Wanty       | 387 points            |
| 2e                    | Jasper Philipsen      | Belgique              | Alpecin-Deceuninck      | 354 pts               |
| 3e                    | Bryan Coquard         | France                | Cofidis                 | 208 pts               |
| 4e                    | Tadej Pogačar         | Slovénie              | UAE Team Emirates       | 196 pts               |
| 5e                    | Anthony Turgis        | France                | TotalEnergies           | 180 pts               |
| 6e                    | Arnaud De Lie         | Belgique              | Lotto Dstny             | 161 pts               |
| 7e                    | Remco Evenepoel       | Belgique              | Soudal Quick-Step       | 152 pts               |
| 8e                    | Wout van Aert         | Belgique              | Team Visma-Lease a Bike | 152 pts               |
| 9e                    | Jonas Abrahamsen      | Norvège               | Uno-X Mobility          | 149 pts               |
| 10e                   | Jonas Vingegaard      | Danemark              | Team Visma-Lease a Bike | 136 pts               |
| modifier              |                       |                       |                         |                       |

| Classement du meilleur grimpeur | Classement du meilleur grimpeur | Classement du meilleur grimpeur | Classement du meilleur grimpeur | Classement du meilleur grimpeur |
| ------------------------------- | ------------------------------- | ------------------------------- | ------------------------------- | ------------------------------- |
|                                 | Coureur                         | Pays                            | Équipe                          | Point(s)                        |
| 1er                             | Richard Carapaz                 | Équateur                        | EF Education-EasyPost           | 127 points                      |
| 2e                              | Tadej Pogačar                   | Slovénie                        | UAE Team Emirates               | 102 pts                         |
| 3e                              | Jonas Vingegaard                | Danemark                        | Team Visma-Lease a Bike         | 70 pts                          |
| 4e                              | Matteo Jorgenson                | États-Unis                      | Team Visma-Lease a Bike         | 54 pts                          |
| 5e                              | Remco Evenepoel                 | Belgique                        | Soudal Quick-Step               | 50 pts                          |
| 6e                              | Wilco Kelderman                 | Pays-Bas                        | Team Visma-Lease a Bike         | 43 pts                          |
| 7e                              | Oier Lazkano                    | Espagne                         | Movistar Team                   | 41 pts                          |
| 8e                              | Jonas Abrahamsen                | Norvège                         | Uno-X Mobility                  | 36 pts                          |
| 9e                              | Enric Mas                       | Espagne                         | Movistar Team                   | 33 pts                          |
| 10e                             | David Gaudu                     | France                          | Groupama-FDJ                    | 30 pts                          |
| modifier                        |                                 |                                 |                                 |                                 |

| Classement général du meilleur jeune | Classement général du meilleur jeune | Classement général du meilleur jeune | Classement général du meilleur jeune | Classement général du meilleur jeune |
|                                      | Coureur                              | Pays                                 | Équipe                               | Temps                                |
| ------------------------------------ | ------------------------------------ | ------------------------------------ | ------------------------------------ | ------------------------------------ |
| 1er                                  | Remco Evenepoel                      | Belgique                             | Soudal Quick-Step                    | en 83 h 48 min 14 s                  |
| 2e                                   | Carlos Rodríguez                     | Espagne                              | Ineos Grenadiers                     | + 15 min 46 s                        |
| 3e                                   | Matteo Jorgenson                     | États-Unis                           | Team Visma-Lease a Bike              | + 17 min 16 s                        |
| 4e                                   | Santiago Buitrago                    | Colombie                             | Bahrain Victorious                   | + 19 min 45 s                        |
| 5e                                   | Javier Romo                          | Espagne                              | Movistar Team                        | + 1 h 33 min 8 s                     |
| 6e                                   | Ilan Van Wilder                      | Belgique                             | Soudal Quick-Step                    | + 1 h 45 min 12 s                    |
| 7e                                   | Ben Healy                            | Irlande                              | EF Education-EasyPost                | + 1 h 46 min 54 s                    |
| 8e                                   | Jordan Jegat                         | France                               | TotalEnergies                        | + 1 h 53 min 18 s                    |
| 9e                                   | Tobias Johannessen                   | Norvège                              | Uno-X Mobility                       | + 2 h 12 min 19 s                    |
| 10e                                  | Oscar Onley                          | Royaume-Uni                          | Team dsm-firmenich PostNL            | + 2 h 32 min 21 s                    |
| modifier                             |                                      |                                      |                                      |                                      |

| Classement par équipes | Classement par équipes  | Classement par équipes | Classement par équipes |
|                        | Équipe                  | Pays                   | Temps                  |
| ---------------------- | ----------------------- | ---------------------- | ---------------------- |
| 1re                    | UAE Team Emirates       | Émirats arabes unis    | en 251 h 36 min 43 s   |
| 2e                     | Team Visma-Lease a Bike | Pays-Bas               | + 31 min 51 s          |
| 3e                     | Soudal Quick-Step       | Belgique               | + 1 h 33 min 6 s       |
| 4e                     | Ineos Grenadiers        | Royaume-Uni            | + 1 h 34 min 5 s       |
| 5e                     | Lidl-Trek               | États-Unis             | + 2 h 33 min 49 s      |
| 6e                     | Movistar Team           | Espagne                | + 3 h 10 min 6 s       |
| 7e                     | Bahrain Victorious      | Bahreïn                | + 3 h 38 min 21 s      |
| 8e                     | Red Bull-Bora-Hansgrohe | Allemagne              | + 3 h 57 min 23 s      |
| 9e                     | Israel-Premier Tech     | Israël                 | + 4 h 1 min 23 s       |
| 10e                    | EF Education-EasyPost   | États-Unis             | + 4 h 6 min 54 s       |
| modifier               |                         |                        |                        |

## Abandons
Aucun coureur n'a abandonné.